# Bromley (Kentucky)
Pour les articles homonymes, voir Bromley (homonymie).
La ville américaine de Bromley est située dans le comté de Kenton, dans l’État du Kentucky. Sa population s’élevait à 763 habitants lors du recensement de 2010.